# 假面騎士×超級戰隊×宇宙刑事 超級英雄大戰Z
《假面騎士×超級戰隊×宇宙刑事 超級英雄大戰Z》（日语：仮面ライダー×スーパー戦隊×宇宙刑事 スーパーヒーロー大戦Ｚ），是日本國內2013年4月27日上映的東映特攝電影，也是超級英雄大戰第二作劇場版作品，同時除了《假面騎士系列》和《超級戰隊系列》外，《宇宙刑事系列》也將共同演出。

## 故事概要
宇宙戰爭勃發
日本引以為傲的英雄，《假面騎士》與《超級戰隊》。2013年－－「超級英雄大戰」系列中《宇宙刑事》們新加入了戰局。
曾是祕密結社的《修卡》在取得魔法的力量後以「宇宙修卡」之姿復活，全宇宙陷入毀滅危機。《假面騎士Wizard》、《宇宙刑事卡邦》、《特命戰隊Go Busters》，還有最新的英雄《獸電戰隊強龍者》陸續參戰，不久後邪惡組織的龐大野心即將明朗化！那些懷念的英雄們也將再次前往最前線。將絕望化為希望，前所未見的英雄神話就此誕生！
2013年，來自日本的嶄新ALL HERO電影在此誕生。

## 登場人物

### 假面騎士
- 操真晴人（そうま・はると）（白石隼也飾，台配：陳彥鈞）

指環之魔法使，假面騎士Wizard變身者。
- 仁藤攻介（にとう・こうすけ）（永瀨匡飾，台配：賈文安）

古代魔法使假面騎士Beast變身者。
- 曆（奥仲麻琴飾，台配：連婉鈞）

支援操真晴人的少女。
- 大門凛子（だいもん・りんこ）（高山侑子飾，台配：連思宇）

鳥井坂警署的女警，操真晴人支援者之一。
- 奈良瞬平（なら・しゅんぺい）（戶塚純貴飾，台配：陳彥鈞）

自願擔任操真晴人助手的青年。
- 輪島繁（わじま・しげる）（小倉久寬飾，台配：待確認）

古董店「面影堂」店主，操真晴人的魔法指環製作人。

### 超級戰隊
- 桐生大吾（きりゅう・ダイゴ）（龍星涼飾，台配：賈文安）

獸電戰隊強龍者成員強龍紅。
- 伊恩・尤克蘭（イアン・ヨークランド）（齊藤秀翼飾，台配：蔣鐵城）

獸電戰隊強龍者成員強龍黑。
- 有働伸治（うどう・ノブハル）（金城大和飾，台配：陳彥鈞）

獸電戰隊強龍者成員強龍藍。
- 立風館總司（りっぷうかん・ソウジ）（鹽野瑛久飾，台配：胡鎮璽）

獸電戰隊強龍者成員強龍綠。
- 艾美結月（アミィ・ゆうづき）（今野鮎莉飾，台配：連婉鈞）

獸電戰隊強龍者成員強龍粉紅。
- 櫻田弘（さくらだ・ヒロム）（鈴木勝大飾，台配：胡鎮璽）

特命戰隊Go Busters成員Red Busters。
- 岩崎龍司（いわさき・リュウジ）（馬場良馬飾，台配：陳彥鈞）

特命戰隊Go Busters成員Blue Busters。
- 宇佐見陽子（うさみ・ヨーコ）（小宮有紗飾，台配：連婉鈞）

特命戰隊Go Busters成員Yellow Busters。本故事的代表人物。
- 黑木猛（くろき・タケシ）（榊英雄 飾，台配：胡鎮璽）

能量管理局特命部的司令官。
- 仲村美穗（なかむら・ミホ）（西平風香 飾，台配：連思宇）

能量管理局特命部的操作員之一。
- 森下徹（もりした・トオル）（高橋直人（日语：高橋直人 (俳優)） 飾，台配：賈文安）

能量管理局特命部的操作員之一。
- 伊狩鎧（いかり・がい）（池田純矢飾，台配：胡鎮璽）

海賊戰隊豪快者成員豪快銀。本故事的代表人物。
- 花織琴羽（はなおり・ことは）（森田涼花飾，台配：連婉鈞）

侍戰隊真劍者成員真劍黃。

### 宇宙刑事
- 十文字撃（じゅうもんじ‧げき）（石垣佑磨飾，台配：蔣鐵城）

宇宙刑事卡邦typeG擔任者。本故事的代表人物。
- 一条寺烈（いちじょうじ‧れつ）（大葉健二飾，台配：陳彥鈞）

初代宇宙刑事卡邦擔任者。現任銀河連邦警察本部隊長。
- 日向快（ひゅうが‧かい）（三浦力飾，台配：胡鎮璽）

第二代宇宙刑事夏利邦擔任者。
- Sherry（シェリー）（森田涼花飾，台配：連婉鈞）

銀河連邦警察最高司令長官的姪女，十文字撃的伙伴。
- 軍師Raider（軍師レイダー）（本田博太郎飾，台配：胡鎮璽）

從死靈界而來的軍師，宇宙犯罪組織馬多的指揮官。

## 登場英雄

### 假面騎士

#### 假面骑士Wizard
- 假面骑士Wizard
  - Flame Style
  - Water Style
  - Hurricane Style
  - Flame Dragon
  - Water Dragon
  - Hurricane Dragon
- 假面骑士Beast
  - Buffa Mantle
  - Chameleo Mantle

#### 假面骑士Fourze
- 假面骑士Fourze（CV：福士蒼汰）
  - Base States
- 假面骑士Meteor（CV：池田純矢）

#### 假面骑士OOO
- 假面骑士OOO
  - 鷹虎蝗組合

#### 假面骑士W
- 假面骑士W
  - CycloneJoker

#### 假面骑士DECADE
- 假面骑士DECADE

#### 假面骑士電王
- 假面骑士電王
  - Sword Form

#### 假面騎士KABUTO
- 假面騎士KABUTO

#### 假面骑士響鬼
- 假面骑士響鬼

#### 假面騎士Faiz
- 假面騎士Faiz

#### 假面騎士龍騎
- 假面騎士龍騎

#### 假面騎士空我
- 假面騎士空我

#### 假面骑士Super 1
- 假面骑士Super 1

#### 假面騎士BLACK RX
- 假面騎士BLACK RX

#### 假面骑士AMAZON
- 假面骑士AMAZON（CV：関智一）

#### 假面骑士X
- 假面骑士X

#### 假面骑士V3
- 假面骑士V3

#### 假面骑士
- 假面骑士1號（CV：稲田徹）
- 假面骑士2號

### 超級戰隊

#### 獸電戰隊強龍者
- 強龍紅（CV：龍星涼）
- 強龍黑（CV：齊藤秀翼）
- 強龍藍（CV：金城大和）
- 強龍綠（CV：鹽野瑛久）
- 強龍粉紅（CV：今野鮎莉）
- 強龍金（CV：丸山敦史）

#### 特命戰隊Go Busters
- Red Buster （CV：鈴木勝大）
- Blue Buster（CV：馬場良馬）
- Yellow Buster（CV：小宮有紗）

#### 海賊戰隊豪快者
- 豪快紅（CV：小澤亮太）
  - Draft Redder（《特搜Exceedraft》）
- 豪快藍
  - Blue Beet（《重甲戰隊》）
- 豪快黃
  - B-Fighter Kabuto（《超重甲戰隊》）
- 豪快綠
  - 磁雷矢（《世界忍者戰磁雷矢》）
- 豪快粉紅
  - 強帕森（《特搜机器人强帕森》）
- 豪快銀
  - 吉邦（《機動刑事吉邦》）
  - 轰音金（《炎神戰隊轟音者》）

#### 侍戰隊真劍者
- 真劍紅
- 真劍藍
- 真劍粉紅
- 真劍綠
- 真劍黃（CV：森田涼花）

#### 獸拳戰隊激氣連者
- 激氣紅（CV：須賀健太）
- 激氣藍
- 激氣黃

#### 轟轟戰隊冒險者
- 冒險紅
- 冒險黑
- 冒險藍
- 冒險黃
- 冒險粉紅

#### 特搜戰隊刑事連者
- 刑事紅
- 刑事藍
- 刑事綠
- 刑事黃
- 刑事粉紅

#### 忍風戰隊破裏劍者
- 破裏劍紅

#### 星獸戰隊銀河人
- 銀河紅
- 銀河綠
- 銀河藍
- 銀河黃
- 銀河粉紅

#### 鳥人戰隊噴射人
- 紅鷹

#### 超獸戰隊生命人
- 紅獵鷹
- 黃獅子
- 藍海豚

#### 超新星閃光人
- Red Flash
- Green Flash
- Blue Flash
- Yellow Flash
- Pink Flash

#### 電子戰隊電磁人
- 電磁紅

#### 秘密戰隊五連者
- 赤連者（CV：関智一）

### 宇宙刑事

#### 宇宙刑事卡邦 THE MOVIE
- 宇宙刑事卡邦 Type G

#### 宇宙刑事夏利邦
- 宇宙刑事夏利邦

#### 宇宙刑事夏依達
- 宇宙刑事夏依達（CV：岩永洋昭）

### 閃電人
- 蛹超人/閃電人（CV：須賀健太）[2]

## 登場敵人

### 宇宙犯罪組織馬多（宇宙刑事夏利邦）
- 宇宙Raider
- 魔王Psycho（CV：飯塚昭三）

### 宇宙修卡
- 宇宙魷魚惡魔（CV：関智一）
- 宇宙蜘蛛怪（CV：酒井敬幸）

### 黑暗結社戈爾哥姆（假面騎士BLACK）
- 影月（CV：寺杣昌紀）
- 戈爾哥姆戰鬥員

### 修卡（假面騎士）
- 修卡骨戰鬥員
- 山椒魚怪人
- 仙人掌怪人
- 蟹蝙蝠
- 水蛭變色龍
- 鯊魚怪人

### 迪斯特龍（假面騎士V3）
- 剪刀豹
- 墨魚火炎
- 利刀穿山甲

### 操冥使徒（假面騎士Faiz）
- 操冥使徒之王

### 平行世界之敵（假面骑士DECADE）
- 千眼怪（外道眾）

### Yummy（假面騎士OOO）
- 螳螂Yummy
- 翼龍Yummy（雄）

### Zodiarts（假面騎士Fourze）
- 射手座Zodiarts
- 天蠍座Zodiarts
- 英仙座Zodiarts
- 蒼蠅座Zodiarts（第三形態）

### 蠻機族（炎神戰隊轟音者）
- 雙截棍蠻機

### 外道眾（侍戰隊真劍者）
- 血祭慟哭

### 天地雙龍（《假面騎士Fourze THE MOVIE 大家的宇宙來了!》 ver.）
- Groundain（CV：岡田浩暉）
- Skydain（CV：木下亞由美）

### 德尔萨军团（假面骑士Stronger）
- 特鲁军团

## 裝備・戰力
- Machine Winger（マシンウィンガー）

假面騎士Wizard專用機車。
- Wizardragon（ウィザードラゴン）

假面騎士Wizard專屬的飛龍型魅影（ファントム）。
- Super Sentai Wizard Ring（スーパー戦隊ウィザードリング）

假面騎士Wizard專用魔法指環。具有使Wizardragon與強龍神合體的能力。
- Miracle Wizard Ring（ミラクルウィザードリング）

假面騎士Wizard專用魔法指環。具有使Wizardragon巨大化的能力。
- Machine Massigler（マシンマッシグラー）

假面騎士Fourze專用機車。
- Machine Meteorstar（マシンメテオスター）

假面騎士Meteor專用機車。
- Ride Vendor（ライドベンダー）

假面騎士OOO專用機車。
- Hurricane（ハリケーン）

假面騎士V3專用機車。
- 超次元高速機Dolgiran（超次元高速機ドルギラン）

宇宙刑事卡邦專屬的據點宇宙母艦，由上半部Giran輪盤（ギラン円盤）及下半部龍形戰鬥機械電子星獸Dol （電子星獣ドル）組成。
- Grand Birth（グランドバース）

宇宙刑事夏利邦專屬的據點宇宙母艦，搭載武器包括主砲Plasma Canon（ブラズマカノン）、Birth Beam（バースビーム）和Grand Buster（グランドバスター），及可變化成巨大機械人模式Battle Birth Formation（バトルバースフォーメーション）。
- Vavilos（バビロス）

宇宙刑事夏依達專屬的據點宇宙母艦，巨大機械模式Battle Formation（バトルフォーメーション）可在胸口放出熱光線Vavilos Fire（バビロスファイヤー）及變化成巨大槍砲模式Shooting Formation（シューティフォーメーション）使出必殺砲擊Big Magnum（ビッグマグナム）。
- 兔田‧Lettuce（ウサダ・レタス） （CV：鈴木達央）

特命戰隊Go Buster專屬支援機械，兔子型Buddyroid（バディロイド）。宇佐見陽子 / Yellow Buster的夥伴機械人。
- Beet・J・Stag（ビート・J・スタッグ） （CV：中村悠一）

特命戰隊Go Buster專屬支援機械，昆蟲型Buddyroid。陣雅人 / Beet Buster的夥伴及能夠變身成Stag Buster的機械人。
- RH-03 Rabbit（RH-03 ラビット）

Yellow Buster專用Buster Machine。
- 金屬英雄之鑰（メタルヒーローキー）

海賊戰隊豪快者專用金屬英雄版本的連者之鑰（レンジャーキー）。
分別為豪快紅的Draft Redder之鑰（ドラフトレッダーキー）、豪快藍的Blue Beet之鑰（ブルービートキー）、豪快黃的B-Fighter Kabuto之鑰（ビーファイターカブトキー）、豪快綠的磁雷矢之鑰（磁雷矢キー）、豪快粉紅的強帕森之鑰（ジャンパーソンキー）及豪快銀的吉邦之鑰（ジバンキー）。
豪快帆船迫擊砲可使用金屬英雄之鑰，當豪快帆船迫擊砲插入金屬英雄之鑰，電子音為「Special Metal Charge」，發射時的電子音為「Metallic Strike」。
- 獸電龍

獸電戰隊強龍者專用戰鬥機械，由恐龍藉賢神特林之力量進化而成。
- 強龍神（キョウリュウジン）

由獸電龍暴咬龍（ガブティラ）、劍針龍（ステゴッチ）以及鑽角龍（ドリケラ）發動「咬擊合體」後而成的獸電巨人。
- Psycholon（サイコロン）（CV：水樹奈奈）

## 主題歌
「蒸着 〜 We are Brothers〜」
- 主唱 - Hero Music All Stars Z
  - 鎌田章吾（日语：鎌田章吾）
  - KAMEN RIDER GIRLS
  - 串田晃
  - 高取秀明
  - 高橋秀幸（日语：高橋秀幸）
  - 野村義男（日语：野村義男）
  - 松原剛志
  - Ricky
- 作詞 - 藤林聖子
- 作曲 - AYANO!（日语：AYANO!）
- 編曲 - 鳴瀬シュウヘイ（日语：鳴瀬シュウヘイ）

## 其他相關放映

### 網路電影
『網路版 假面騎士×超級戰隊×宇宙刑事 超級英雄大戰乙！～Heroo！知識～會解決你的煩惱！』，是2013年4月12日東映特撮BB的テレ朝動画的付費配信，也可以說是電影本篇外所附帶的特別番外篇。

#### 網路版製作人員
- 原作 - 石之森章太郎、八手三郎
- 編劇 - 米村正二、白倉伸一郎
- 導演 - 山口恭平

#### 網路版登場角色
- 奈良瞬平 - 戶塚純貴 飾
- 大門凜子 - 高山侑子 飾
- 桐生大吾 - 龍星涼 飾
- 伊恩・尤克蘭 - 齊藤秀翼 飾
- 有働伸治 - 金城大和 飾
- 立風館總司 - 塩野瑛久 飾
- 艾美結月 - 今野鮎莉 飾
- 電波人甲蟲女 - 小宮有紗 飾
- 執事 - 島津健太郎（日语：島津健太郎） 飾
- 風麵店主 - どうきひろし（日语：どうきひろし） 飾
- 佛田監督 - 佛田洋（日语：佛田洋） 飾

#### 網路版聲音演出
- 宇宙刑事卡邦typeG - 石垣佑磨
- 假面騎士W - 桐山漣
- 特搜戰隊刑事紅 - 載寧龍二
- 特搜戰隊刑事黃、宇宙鐵人Skydain - 木下亞由美
- 假面騎士Stronger、其他 - 関智一
- 黒十字王、其他 - 稲田徹
- 宇宙刑事夏利邦 - 三浦力
- 石川英郎
- 酒井敬幸
- 三宅淳一
- 間藤絢子

#### 網路版各話標題
| 話數 | 標題 | 中文                                                                  | 登場角色 | 配信日期      |
| ---- | ---- | --------------------------------------------------------------------- | --- | ------------- |
| 1    |      | 超級英雄的煩惱之1～假面騎士Accel編～ 掛出的被褥之謎                   | - 宇宙刑事卡邦typeG - 假面騎士W - 刑事紅 - 假面騎士Accel - 假面騎士Stronger - 電波人甲蟲女 - 機動刑事吉邦 - 巴爾坦星人 - 影子將軍 - 修卡骨戰鬥員 | 2013年4月12日 |
| 2    |      | 超級英雄的煩惱之2～假面騎士Birth編～ 攤販沒有客人之謎                 | - 宇宙刑事卡邦typeG - 假面騎士W - 刑事紅 - 假面騎士Birth - 假面騎士DIEND - 假面騎士KABUTO                                                        | 2013年4月12日 |
| 3    |      | 聞者吃驚!之1 為什麼艾美與X同床!?                                      | - 假面騎士X | 2013年4月12日 |
| 4    |      | 聞者吃驚!之2 為什麼艾美與Wizard同床!?                                 | - 假面騎士Wizard | 2013年4月12日 |
| 5    |      | 聞者吃驚!之3 為什麼艾美與Beast同床!?                                  | - 假面騎士Beast | 2013年4月12日 |
| 6    |      | 聞者吃驚!之4 為什麼艾美與Fourze同床!?                                 | - 假面騎士Fourze - 宇宙鐵人Skydain | 2013年4月12日 |
| 7    |      | 超級英雄的煩惱3～刑事黃編～ 拉鍊打開需指摘?                           | - 宇宙刑事卡邦typeG - 假面騎士W - 刑事紅 - 刑事黃 - 假面騎士AMAZON - Five Red - Five Blue - Five Black - Five Pink - Five Yellow                 | 2013年4月26日 |
| 8    |      | 超級英雄的煩惱之4～大門凜子編～ 公寓的首期支付?還是不付?              | - 宇宙刑事卡邦typeG - 假面騎士W - 刑事紅 - 黑禿鷹 - 冒險粉紅 - 紅心Q - 鳳凰連者 - 牙吠白 - 薄皮太夫 - 妖幻密使潘瓊莉亞 - 海之拳魔拉姬冠          | 2013年4月26日 |
| 9    |      | 超級英雄的煩惱之5～G3編～ 為何、竿竹屋不會塌?                         | - 宇宙刑事卡邦typeG - 假面騎士W - 刑事紅 - 假面騎士G3 - 修卡大首領 - 假面騎士Nadeshiko - 桃太洛斯 - 浦太洛斯 - 金太洛斯 - 龍太洛斯 - 美國小姐    | 2013年4月26日 |
| 10   |      | 超級英雄的煩惱之6～宇宙刑事夏利邦編～ “諾斯特拉達姆士大預言”是真的嗎? | - 宇宙刑事卡邦typeG - 假面騎士W - 刑事紅 - 宇宙刑事夏利邦 - 黒十字王 - Time Red - Time Pink - Time Blue - Time Yellow - Time Green               | 2013年4月26日 |

## 製作人員
- 原作 - 石之森章太郎、八手三郎
- 編劇 - 米村正二
- 導演 - 金田治（日语：金田治）
- 配樂 - 中川幸太郎、山下康介
- 特攝導演 - 佛田洋（日语：佛田洋）
- 動作指導 - 小倉敏博（日语：おぐらとしひろ）
- 發行 - 東映
- 製作 - 劇場版「スーパーヒーロー大戦Z」製作委員會（東映、朝日電視台、TOEI VIDEO（日语：東映ビデオ）、旭通廣告、TOEI ADVERTISING（日语：東映ビデオ）、萬代）

## 附註
1. ↑  .   [2013-02-01]. （原始内容存档于2013-02-04）.
2. ↑  《假面騎士×假面騎士 Wizard & Fourze MOVIE大戰Ultimatum》 ver.

## 外部連結
- 仮面ライダー×スーパー戦隊×宇宙刑事 スーパーヒーロー大戦Ｚ 東映官方網站
- 仮面ライダー×スーパー戦隊×宇宙刑事 スーパーヒーロー大戦Ｚ （页面存档备份，存于） 朝日官方網站